# Herbert Robbins
Herbert Ellis Robbins (ur. 12 stycznia 1915 w New Castle, zm. 12 lutego 2001 w Princeton) – amerykański matematyk i statystyk, profesor Uniwersytetu Columbia. Autor twierdzenia Robbinsa i lematu Robbinsa, a także współautor (wspólnie z Richardem Courantem) książki What is Mathematics?